# Корупција у Азербејџану
Корупција у Азербејџану се сматра високом  и јавља се на свим нивоима власти.  У Индексу перцепције корупције Transparency International -а за 2022. годину, који је рангирао 180 земаља, од оних за које се сматра да су најмање корумпиране (које су добиле ниске оцене) до оних за које се сматра да су веома корумпиране (које су добиле високе оцене), Азербејџан је рангиран 128, у поређењу са 45 за свог северозападног суседа Грузију и 58 за свог западног суседа Јерменију .  У шеми прања новца у азербејџанској перионици, 2,9 милијарди долара плаћене су страним политичарима и азербејџанској елити од стране компанија повезаних са азербејџанским владаром Илхамом Алијевим, владиним министарствима и Међународном банком Азербејџана између 2012. и 2014.  Азербејџан је члан Групе држава против корупције (ГРЕЦО) и Антикорупцијске мреже ОЕСР -а.

## Међународни антикорупцијски индекси и извештаји
У Индексу перцепције корупције (ЦПИ) Транспаренси интернешенела за 2017. Азербејџан је постигао најбољу позицију од свог укључивања у извештај 2000.  са оценом 31.  У годинама 2018-2022 њени резултати су били нижи, са 23 резултатом из 2022. 
Према извештају Транспаренси интернешенела из 2015. године, Азербејџан је показао побољшање у међународним извештајима о борби против корупције из претходних година; међутим, њена позиција у овим индексима је била слаба у поређењу са суседним земљама, као што су Грузија, Јерменија и Турска .   Ова слабост се наставља у садашњост; у резултатима ЦПИ за 2022., резултат Азербејџана од 23 је показао да се сматра корумпиранијим од својих суседа, Грузије (56), Јерменије (46), Русије (28) и Ирана (25). 

Индикатори светске управе Светске банке известили су да је способност Азербејџана да контролише корупцију порасла на 20 (2015) са 7 (2000). 
Извештај Транспаренси интернешенела за 2013. Глобални барометар корупције (ГЦБ) указује да 9% испитаника у Азербејџану мисли да се корупција знатно повећала.  Док 69% сматра да су напори владе били ефикасни у борби против корупције. Штавише, 71% испитаника се сложило да обичан човек може да направи разлику у борби против корупције у Азербејџану.  Учешће грађана и вредности интегритета, одговорности и транспарентности биле су кључне компоненте борбе против корупције. Било је важно развити програме и акције за промену културног схватања корупције и помогло грађанима да делују против злоупотреба. 

У извештају ГЦБ за 2013. испитаници су сматрали да су здравство, правосуђе и полиција најкорумпиранији сектори. У поређењу са ГЦБ извештајем из 2010. године, напредак је примећен у новијем извештају са повећаним нивоом поверења у државну службу, образовање и полицију.  Супротно међународној перцепцији, азербејџански испитаници доживљавају политичке странке као један од најмање корумпираних сектора поред медија и верских тела. 
Извештај о националној процени интегритета азербејџанског националног огранка Транспаренци Интернатионал за 2014. окарактерисао је Азербејџан као јак извршну власт, агенције за спровођење закона и антикорупцију, док извештај указује да су судство и законодавна грана власти релативно слабе, са стубовима који обављају функције надзора, укључујући цивилно друштво, медије и политичке партије, као најслабије карике у систему националног интегритета. 

Према Глобалном индексу интегритета (ГИКС) (2011), антикорупцијски законодавни оквир Азербејџана је јак (89 од 100); међутим, његова примена је веома слаба (38 од 100) с обзиром на овлашћења која су дата законом. 
Азербејџан је побољшао своје антикорупцијско законодавство како би га ускладио са стандардима међународних конвенција. Међутим, недостају му пратећи законодавни акти и институционалне мере за примену у пракси, чиме се ствара диспаритет између постојећег законодавства и његове примене. 
Азербејџан је члан Групе држава за борбу против корупције Савета Европе (ГРЕЦО) и прошао је њену прву, другу и трећу рунду евалуације.  У извештају ГРЕЦО-овог четвртог круга евалуације, иако је азербејџанска влада предузела озбиљне напоре у борби против корупције у борби против корупције, корупција се и даље наводи као једна од најпроблематичнијих области у земљи  Поред тога, Извештај ГРЕЦО-а наводи да недостатак контроле над помоћним активностима и откривању имовине посланика слаби оквир за борбу против корупције: извештај препоручује да се антикорупцијски напори продубе и институционализују у области пријаве имовине и сукоба интереса. 
Азербејџан је потписао Истанбулски акциони план за борбу против корупције ( Истамбулски акциони план или ИАП) који покрива Јерменију, Азербејџан, Грузију, Казахстан, Киргистан, Монголију, Таџикистан, Украјину и Узбекистан и друге земље АЦН-а 2003. Имплементација плана укључује редовну и систематску ревизију правног и институционалног оквира за борбу против корупције у обухваћеним земљама од стране потписница. Од тада Азербејџан активно учествује у рундама мониторинга. 

У извештају Транспаренси интернешенела из 2014. закључено је да Азербејџан показује стабилан напредак у рангирању борбе против корупције, али је његов напредак био релативно спорији него у суседним земљама. Штавише, Азербејџан је напредовао са својим антикорупцијским законодавством и снажном извршном власти; међутим, законодавна власт и судство су перципирани као слаби и потенцијално изложенији корупцији. 
У марту 2017. године, власти Азербејџана су одобриле објављивање ГРЕЦО-а четвртог круга извештаја о усклађености са Азербејџаном. 

## Политички контекст и позадина питања корупције
Након распада Совјетског Савеза крајем 1991. године, период транзиције у Азербејџану је био компликован и додатно продужен због неспособности националне политичке елите да обезбеди постојање кључних јавних институција током 1991–1993.  Поред тога, током тих година, Азербејџан је био принуђен да се упусти у војне сукобе са Јерменијом око региона Нагорно-Карабаха .  1993. године, као резултат инвазије Јерменије, Азербејџан је изгубио 20% своје територије. Исте године Савет безбедности Уједињених нација усвојио је четири резолуције (822, 853, 874 и 884) којима се осуђује употреба силе против Азербејџана и окупација његових територија.  Савет безбедности УН захтевао је од Јерменије тренутно, потпуно и безусловно повлачење окупаторских снага. 
Као резултат рата са Јерменијом, прилив више од милион избеглица и интерно расељених лица имао је разарајући утицај и на социјалну и економску ситуацију у Азербејџану (Бадалов и Мехди, 2004). Овај трагични догађај померио је приоритет земље са изградње јавних институција на смештај интерно расељених лица (ИРЛ) и обезбеђивање неопходног животног стандарда.  Поред тога, распад Совјетског Савеза је изазвао економску парализу у Азербејџану. Стога су главни приоритети азербејџанске владе били да преусмери све своје финансијске и политичке ресурсе на заштиту интерно расељених лица и на борбу против инвазије Јерменије у међународној правној арени. 

## Први показатељ политичке воље за борбу против корупције
Након периода изградње државе након 1993. године, усвајања новог Устава и све веће економске моћи Азербејџана, председник Хејдар Алијев је идентификовао четири кључне реформске области које се састоје од: (и) реорганизације државних институција; (ии) усвајање јасних и транспарентних прописа за запошљавање у државној служби; (иии) стварање различитих антикорупцијских превентивних и правосудних институција; и (ив) успостављање антикорупцијске политике.  Председник Алијев је затим 8. августа 2000. године потписао указ о „Јачању борбе против корупције у Републици Азербејџан“, који се сматра првим показатељем посвећености политичке воље борби против корупције у Азербејџану. Документ јасно указује да су, упркос спроведеним реформама у области борбе против привредног криминала, корупција и мито и даље распрострањени у јавној управи и финансијским регулаторним телима. 
Документ такође показује да су неки јавни функционери злоупотребљавали своја овлашћења за проневеру државне имовине.  Надаље, наводи се да су кршења закона у приватном сектору и финансијским регулаторним телима главна препрека успостављању сигурне тржишне економије, предузетништва и страних директних инвестиција (СДИ). Ова антикорупцијска уредба показује да је борба против корупције дошла на дневни ред државне политике скоро једну деценију након године независности и да је главни разлог за овај документ био привлачење страних инвестиција. Још један важан аспект ове уредбе је то што је надлежним органима додељен задатак да припреме нацрт закона и Државног програма за борбу против корупције. 

## Институционални механизми координације

### Комисија за борбу против корупције
Комисија за борбу против корупције формирана је у складу са чланом 4.2 Закона Републике Азербејџан о „Борби против корупције“ и функционише као специјализована агенција за борбу против корупције од 2005. године. Комисија има 15 чланова. 5 чланова комисије именује председник Републике, 5 Скупштина, а 5 Уставни суд. Њен статут усвојен Законом Републике Азербејџан од 3. маја 2005. године дефинише овлашћења комисије.
Главни циљеви комисије су:
- да учествује у формирању државне политике у области борбе против корупције
- да координира активности јавних установа у овој области
- да врши надзор над спровођењем Државног програма за борбу против корупције
- анализирати стање и ефикасност борбе против корупције
- да прима финансијске декларације предвиђене чланом 5.1 закона „О борби против корупције“
- да прикупља, анализира и сумира информације у вези са кршењем закона у вези са корупцијом
- да даје предлоге одговарајућим јавним институцијама
- да сарађује са јавним и другим институцијама у области борбе против корупције
- да прима жалбе и пријаве од појединаца

Комисија у циљу постизања својих циљева ради следеће:
- проучава и уопштава стање извршења антикорупцијских закона и саслуша извештаје и информације руководилаца органа за спровођење закона и других државних органа;
- да од државних и локалних органа управе добија потребне информације и материјале;
- прима информације о стању реализације Државног програма за борбу против корупције од одговарајућих државних органа и анализира стање спроведених радова;
- припрема препоруке и предлоге за повећање ефикасности борбе против корупције и отклањања недостатака у области борбе против корупције и предузима мере за њихово спровођење;
- да предузме мере за организовање јавне свести у области борбе против корупције и спровођења анкета
- да сарађује са невладиним организацијама, масовним медијима, представницима приватног сектора, независним стручњацима иу случају потребе да их ангажује за извршавање одређених задатака;
- да учествује у међународној сарадњи за повећање ефикасности и организације борбе против корупције;
- да материјал пошаље на увид надлежном органу, ако садржи конститутивне елементе кривичних дела корупције,
- да даје предлоге за унапређење антикорупцијског законодавства;

Комисија има и друга овлашћења предвиђена законом.
Комисија за борбу против корупције (ЦЦЦ) је главна организација и државни орган који је одговоран за политике и мере превенције за борбу против корупције. ЦЦЦ је такође одговоран за напредак и акционе планове у складу са захтевима међународних организација којима се Азербејџан придружио у циљу елиминисања корупције. Азербејџан је такође усвојио Национални акциони план за 2016–2018 о промоцији отворене владе (у даљем тексту Акциони план) који се бави антикорупцијом, кроз јавне консултације уз помоћ предлога неколико невладиних организација.
Извршни секретари ЦЦЦ-а били су Инам Каримов, Вусал Хусејнов и Камал Џафаров .

### Генерална управа за борбу против корупције
Генерални директорат за борбу против корупције (мита) при Генералном тужиоцу Републике Азербејџан основан је Наредбом председника Републике Азербејџан бр.114 од 3. марта 2004. године. Генерални директорат је орган специјализован за област прелиминарне истраге која се води о кривичним делима корупције и подређена је Генералном тужиоцу Републике Азербејџан.
Главне одговорности Управе су: разматрање и истрага примљених притужби у вези са кривичним дјелима корупције; да покреће кривични поступак и спроводи претходну истрагу за кривична дела корупције; спроводи оперативно-истражне радње на спречавању, откривању и откривању кривичних дела корупције; на основу налога Управе врши надзор над спровођењем закона у спровођењу оперативно-истражних мера за кривична дела корупције од стране других органа оперативно-истражног рада; накнаду материјалне штете проузроковане кривичним делом корупције, као и спровођење законских мера за одузимање имовине; упознају се са мерама за борбу против корупције; прикупља, анализира и сумира информације о кривичним дјелима у вези са корупцијом; да унапреди делотворност борбе против корупције даје предлоге и препоруке; обезбеди спровођење мера безбедности сведока, оштећених, окривљених и других учесника у кривичном поступку у току претходне истраге за кривична дела корупције, као и током суђења за ова кривична дела; да преко Генералног тужиоца редовно обавештава председника Републике Азербејџан и комисију за борбу против корупције о предузетим мерама у области борбе против корупције; сарађује са владом и другим органима у области борбе против корупције; да информише јавност о својим активностима, да обезбеди транспарентност у свом деловању и др.

### Комисија за државну службу
Корумпиране праксе, укључујући непотизам и кронизам, биле су широко распрострањене у запошљавању државних службеника у Азербејџану до 2005. године. Азербејџан није имао неопходну законодавну и институционалну основу да спречи корупцију у једном од најважнијих сектора јавне управе. Широко распрострањена пракса регрутовања особља била је заснована на препорукама и миту. Поред тога, Азербејџан није имао систем запошљавања заснован на заслугама, а извршни директори извршних органа имали су широку дискрецију у именовању било ког особља. Комисија за државну службу (ЦСЦ) је основана председничким декретом 2005. године, са комисијом која је законски овлашћена да спроводи запошљавање у државним службама и да поставља кандидате на државне позиције на централизован начин на основу конкуренције и објективне оцене (ОЕЦД Истанбулска антикорупцијска акција План, 2016). Штавише, ЦСЦ има овлашћења да врши ревизију етичке усклађености државних службеника и да спроводи државну политику о додатном образовању, атестирању и социјалној заштити државних службеника.
ЦСЦ је смањио ризик од корупције и спречио коришћење личне припадности у систему запошљавања у државној служби. Неке рупе су још увек присутне у систему запошљавања: Антикорупцијска мрежа ОЕЦД-а је истакла да би нови превентивни прописи требало да покрију и запошљавање државних службеника на високом нивоу.

### АСАН Услуге
Питања корупције у пружању јавних услуга била су једна од проблематичних области у јавном сектору. Грађани су се суочавали са административним оптерећењима и бирократским препрекама у добијању основних јавних услуга. У неким ситуацијама грађани су изнуђивани да плате мито за добијање јавних услуга. Да би се елиминисала корупција у пружању јавних услуга, нова превентивна институција, тачније Азербејџанска мрежа за процену услуга (АСАН) ( асан значи „лако“ на азербејџанском) је основана председничким декретом 2012.  Тренутно ова установа пружа 34 услуге за 10 државних органа. Био је то први модел пружања услуга на једном месту у свету који је пружао услуге различитих државних органа, а не само једног државног органа. 
Не постоји сукоб интереса између запослених у АСАН сервису и држављана Азербејџана јер запослени у АСАН сервису сами не пружају никакву врсту услуге. Све услуге пружају запослени у 10 државних органа под једним кровом, на основу стандарда услуге АСАН. Запослени у служби АСАН прате рад државних органа, проверавају поштовање етичких правила и управљају системом редова. 

Мониторинг извештај ОЕЦД- а похвалио је Азербејџан „за унапређење центара Азербејџанске мреже за услуге и оцењивање (АСАН), који је допринео елиминисању услова који погодују корупцији приликом пружања различитих административних услуга јавности“.  Извештај ЕЕАС за Азербејџан за 2016. признаје да су услуге АСАН-а биле од велике помоћи у елиминацији корупције и мита, као и у уклањању бирократије у пружању јавних услуга. 
Планирано је оснивање сличне институције и у Авганистану. Меморандум о разумевању потписан је између Државне агенције за јавне услуге и друштвене иновације при председнику Републике Азербејџан и Министарства финансија Републике Авганистан 12. јула 2016. године. Циљ Меморандума је успостављање механизма пружања јавних услуга у Авганистану заснованог на азербејџанском моделу „АСАН услуга“. 

### Судско-правни савет (СПС)
Судско-правни савет (СПС), основан 2005. године, независно је тело и има организациону и финансијску независност. Финансира се из државног буџета и његов будући буџет не може бити мањи од буџета за претходну годину. СПС има 15 чланова, од којих су девет судије, док је пет из Генералног тужилаштва и Адвокатске коморе Републике Азербејџан, а један члан је из извршног органа. СПС је надлежан да изврши избор кандидата за судије и да предузме евалуацију, унапређење и премештање судија. Имунитет добијају и они чланови СПС који нису судије.
СПС има овлашћење да позове судије на одговорност у смислу дисциплинске одговорности; да расправља о питању престанка судијског мандата; и да овај начин поступања предложи надлежном државном органу. Такође, СПС има право да одобри Генералном тужилаштву да покрене кривични поступак против судија и да их привремено суспендује са функције. СПС такође анализира рад судија и организацију судова; даје предлоге у вези са унапређењем законодавства у вези са судовима и судијама; и организује специјализоване курсеве, и релевантне семинаре и обуке за подизање нивоа професионализма судија. СПС сазива Комисију за избор судија која има право да бира кандидате за упражњена судијска места. Овај одбор се састоји од 11 чланова, који укључују судије, особље СПС, представнике одговарајућег извршног органа и Тужилаштва, адвокате одбране и академике.

## Правни оквир за рад антикорупцијске службе
Главни антикорупцијски закон, Закон о борби против корупције из 2004. године, који дефинише правце борбе против корупције, усвојен је 13. јануара 2004. године. Овај закон, који се састоји од следећа четири поглавља, дефинише главне принципе и оквир за борбу против корупције: (и) опште одредбе; (ии) спречавање корупције; (иии) криминализација корупције; и (ив) уклањање прихода стечених кривичним дјелима корупције.
Овај закон је објаснио појам корупције; уведена листа кривичних дела корупције (у којој је предвиђено да за ова дела постоји грађанска, административна и кривична одговорност); идентификоване специјализоване агенције за борбу против корупције (АЦА); и регулисала општа правила о пријављивању имовине, правило ограничења поклона и забрану заједничког рада за оне који су најближи.

Године 2006. Кривичном закону Азербејџана додато је ново поглавље о кривичним дјелима корупције. Важно је напоменути да ово постојеће кривично законодавство у потпуности испуњава захтеве члана 15 УНЦАЦ (Подмићивање државних јавних службеника); Члан 16. (Подмићивање страних јавних функционера и функционера јавних међународних организација); и члан 21 (Подмићивање у приватном сектору), који заједно инкриминишу активно и пасивно подмићивање домаћих/страних јавних функционера, као и лица која обављају организационо-административне или административно-економске функције у привредним и некомерцијалним организацијама.
Члан 17 УНЦАЦ-а (проневера, присвајање или друго одузимање имовине од стране јавног службеника) и члан 22 (проневера имовине у приватном сектору) су инкриминисани у Кривичном законику Азербејџана заједно са чланом 178 (превара) и чланом 179 (проневера и проневера). имовине). Иако јавни функционери нису наведени као предмет чл. 178. и 179., отежавајући услов за оба кривична дела је извршење кривичног дела од стране било ког лица коришћењем свог службеног положаја, при чему се ту убрајају јавни функционери и лица која раде у приватни сектор (Е-канун.аз, 2016).

Члан 18 (Трговање утицајем) и члан 19 ( Злоупотреба овлашћења ) УНЦАЦ-а нису обавезне одредбе, али су и активна/пасивна трговина утицајем и злоупотреба овлашћења инкриминисане у Кривичном законику Азербејџана са чланом 308 (Злоупотреба овлашћења) и чл. 312-1 (Трговање утицајем).
Незаконито богаћење, необавезни услов УНЦАЦ, није инкриминисано у националном законодавству Азербејџана. Врло мало држава је увело ово кривично дело корупције у своје кривично законодавство: различите контроверзе о овом питању укључују тачку да се у незаконитом богаћењу користи преокретање терета доказивања (Дионисие и Цхеццхи, 2007). Да елаборира, у недозвољеном богаћењу, јавни функционери су дужни да објасне извор значајног повећања своје имовине и имовинско стање. Важно је напоменути да је преокрет терета доказивања у супротности са принципима претпоставке невиности и заштите имовине, како је то предвиђено Европском конвенцијом о људским правима (Хусејнов, 2014).

Поред тога, Кривични закон Азербејџана инкриминише прање прихода стечених криминалом и његово прикривање: ово законодавство је у потпуности у складу са обавезном обавезом која проистиче из члана 23 УНЦАЦ (Прање прихода стечених криминалом) и члана 24 (Прикривање). Члан 193-1 Кривичног законика обухвата два кривична дела прања новца. Прво, Кривични законик инкриминише прикривање стварног извора, располагања, кретања или својине на правима на новчана средства и другу имовину, знајући да су она прибављена незаконитим радњама. Друго, Кривични законик инкриминише обављање финансијских послова, конверзију или пренос имовинске користи стечене криминалом.
Кривичним закоником предвиђена је кривична одговорност правних лица за кривичне пријаве за: санкције, конфискацију, лишавање правног лица права на обављање одређене делатности или ликвидацију правног лица. Иако је национално домаће законодавство Азербејџана о кривичној одговорности правних лица напредно, оно није функционално јер у Законику о кривичном поступку нису усвојене посебне процедуре о кривичној одговорности правних лица. Кривични законик није закон који се сам извршава: свака одговорност или мера у Кривичном законику мора бити регулисана Закоником о кривичном поступку.

Домаће законодавство Азербејџана је у складу са захтевима члана 29 УНЦАЦ (Застарелост). Члан 75. Кривичног законика Азербејџана наводи да се лице ослобађа кривичне одговорности ако су од извршења дела протекли следећи рокови:
- две године након извршења кривичног дела које не представља велику јавну опасност
- седам година након извршења лакшег кривичног дела
- дванаест (12) година након извршења тешког кривичног дела
- двадесет (20) година након извршења посебно тешког кривичног дела.

Кривични законик прецизира да застарелост почиње да се рачуна од дана извршења кривичног дела до изрицања судске пресуде. Ако је почињено ново кривично дело, рок застарелости за свако кривично дело треба рачунати посебно. Застарелост треба прекинути ако оптужени избегава истрагу за судски процес. У овој ситуацији, рок застарелости треба да се настави у тренутку притварања оптуженог или његовог/њеног признања кривице.

### Превентивно антикорупцијско законодавство
Члан 5 УНЦАЦ-а (Превентивне антикорупцијске политике и праксе) захтева од држава чланица да развију и спроводе или да одржавају ефикасне, координисане антикорупцијске политике. У последњих 10 година, азербејџанска влада је усвојила пет антикорупцијских програма:
- Државни програм за борбу против корупције (2004–2006)
- Национална стратегија за повећање транспарентности и борбу против корупције (2007–2011)
- Национални акциони план за борбу против корупције (2012–2015)
- Национални акциони план за промовисање отворене владе (2012–2015)
- Национални акциони план за промовисање отворене владе (2016–2018)

Сви државни програми и акциони планови донети су указима председника. У државним програмима усвојени су кључни антикорупцијски закони; специјализовани АЦА су почели да функционишу; спроведене су реформе у државним институцијама; и успостављени су ефикасни односи сарадње са ОЦД. Азербејџан је ратификовао све међународне документе о борби против корупције. Спроведене реформе су позитивно утицале на економски развој, а Азербејџан је постао светски лидер у бруто домаћем производу (БДП) током 2005–2006. Као резултат спроведених мера за јачање финансијске контроле, државни буџет је драстично повећан.
У оквиру националних антикорупцијских стратегија Азербејџана, национално законодавство је усклађено са захтевима међународних конвенција о борби против корупције. Поред тога, Кривични законик и Законик о кривичном поступку су измењени како би се криминализовали активно/пасивно подмићивање, трговина утицајем, злоупотреба овлашћења и друга кривична дела у вези са корупцијом. Сва ова корупцијска дела су уврштена у категорију тешких кривичних дела. Такође, усвојен је нови Закон из 2014. године о спречавању легализације средстава или друге имовине стечене криминалним радњама и финансирања тероризма и извршене су одговарајуће измене у Кривичном законику којима се криминализује прање новца и финансирање тероризма.

Закон о разматрању жалби грађана из 2011. године измењен је како би се смањило време потребно за разматрање жалби државних органа у вези са корупцијом и за пријем и одговарање на жалбе у електронској форми.
Један од кључних превентивних законодавних аката, Закон о приступу информацијама из 2005. године усвојен је 5. децембра 2005. године. Овим законом је прецизиран обим информација које државни органи треба да обелодањују и прецизирани су начини за обелодањивање информација и врсте информација које се обелодањују. Поред тога, захтевао је од државних органа да одреде одговорне структуре или јавне функционере за давање информација о раду државних органа. Више од 30 закона је измењено да би се задовољила примена овог закона. Установљена је и јавно доступна електронска база података националног законодавства Азербејџана.

Усвојен је Закон о правилима етичког понашања државних службеника из 2007. године, као и етички кодекси за секторе тужилаца, судија и службеника министарстава царина и пореза. Овај закон је дао 15 правила етичког понашања укључујући правила: о поклонима; недозвољеност стицања материјалних и нематеријалних поклона, привилегија и уступака; спречавање корупције; спречавање сукоба интереса; и коришћење информација и имовине.
Члан 13 (Спречавање корупције) Закона о правилима етичког понашања државних службеника из 2007. године наводи да је државни службеник дужан да одбије све понуђене незаконите материјалне/нематеријалне поклоне или привилегије. У случају да су ти поклони и привилегије дати из разлога који не зависе од поступања државног службеника, исти треба да их саопшти старјешини државног органа и да те погодности врати државном органу.

Чланом 14. (Забрана примања поклона) овог закона прописано је да државни службеник не смије захтијевати нити примати поклон који може утицати на његов рад. Међутим, државни службеник може прихватити поклон као знак гостопримства, али то не би требало да прелази вредност од 30€. Ако државни службеник није сигуран да ли треба да прихвати поклон, мора се консултовати са својим непосредним руководиоцем.